# Casa dos Toubes
La casa dos Toubes es un pazo situado en la parroquia de San Miguel de Osmo, en el ayuntamiento de Cenlle, comarca del Ribeiro, provincia de Orense. Se encuentra aislada y fue objeto de muchas reformas posteriores a su construcción. También es conocida como Casa de Outeiro.

## Historia
Esta casa fue conocida como Casa do Outeiro y fue propiedad de los Toubes. En el Catastro de Ensenada, se dice que Félix de Toubes y Somoza posee "una casa que auita de un alto con su cozina, caualleriza y bodega terrena en el lugar de Outeiro"

## Características
Aparece en el mapa topográfico 1:50.000 del IGC, hoja N.º 187. Su emplazamiento es un lugar privilegiado que aprovecha el terreno quebrado del valle del Avia en la parte alta de monte que domina las viñas.